# Eumicrota pinalica
Eumicrota pinalica är en skalbaggsart som beskrevs av Thomas Casey 1906. Eumicrota pinalica ingår i släktet Eumicrota och familjen kortvingar. Inga underarter finns listade i Catalogue of Life.